# 968 a.C.

## Eventos
- Data lendária do início da civilização etrusca.